# Hybridförlag
Ett hybridförlag är ett förlag som verkar enligt en annan affärsmodell än ett traditionellt bokförlag. Intäkterna hos ett traditionellt bokförlag kommer från försäljningen av det utgivna materialet, medan ett hybridförlags intäkter härrör både från bokförsäljning och från avgifter som debiteras för de olika förlagstjänsterna. De övriga förlagsrollerna (inklusive det redaktionella förläggaransvaret) är i regel oförändrade, vilket skiljer ett hybridförlags tjänster från dem som en ren publiceringstjänst servar en egenutgivare med.
Hybridförlaget som fenomen har blivit allt vanligare under 2010-talet. Detta har skett i takt med den tekniska utvecklingen och omvandlingen av bokbranschen i konkurrens med det växande Internet.
Affärsmodellen lett till diskussioner inom branschen och kritik från vissa håll. Kulturnyheterna beskrev 2024 modellen som "bondfångeri".

## Affärsmodell och historik
I den traditionella förlagsmodellen tar förlaget en ekonomisk risk, där förlaget betalar ut ett förhandsarvode till författaren innan verket är utgivet. Därefter bekostar förlaget ensamt alla redaktionella omkostnader, tryck, marknadsföring, distribution och lagerhantering, och förlaget kan inte förvänta sig intäkter från utgivningen förrän boken börjat säljas i detaljistledet.
Hybridförlaget följer i princip ovanstående affärsmodell, med den skillnaden att det är författaren som tar den ekonomiska risken i samband med utgivningen. Ett hybridförlag betalar inte ut något förhandsarvode och debiterar istället författaren en viss summa för förlagets utgivningstjänster. Författaren får fortfarande royalty-inkomster såsom upphovsman till verket, vilket i regel är en större summa än den som en traditionell förlagsutgivning skulle medge. Beroende på avtal mellan förlag och författare kan i vissa fall förlag och författare dela på kostnaderna i samband med utgivningen, i de fall där förlag och författare också delar på intäkterna från bokförsäljningen.
I övrigt gör ett hybridförlag samma redaktionella arbete som ett traditionellt förlag. Detta inkluderar redaktionell bedömning av insänt material, lektörsarbete, redaktionell bearbetning av manus, stilsättning, formgivning, korrekturläsning och tryck.

### Regler (USA)
Fenomenet med hybridförlag har blivit vanligare på senare år, och definitionen av vad ett hybridförlag står för har blivit tydligare. I USA skrevs kriterier och regler för hybridförlag ned av Independent Book Publishers Association (IBPA). IBPA listar nio kriterier som ett hybridförlag förväntas följa:
- Hybridförlag måste fastställa en plan och vision för utgivningen.
- Insända manus måste läsas igenom och kritiskt bedömas.
- Förlaget måste ge ut böcker via eget förlagsnamn (eller imprint) och enligt sin egen ISBN-serie.
- Hybridförlag måste följa utarbetad praxis inom förlagsbranschen.
- Kvaliteten hos utgåvorna (formgivning och tryckkvalitet) och de redaktionella tjänsterna måste följa branschstandarden.
- Hybridförlaget måste hantera publiceringsrättigheter – inklusive för eventuellt senare tillkommande rättigheter – och underlätta rättighetsförsäljningen för de utgivna författarna.
- Förlaget måste hantera bokdistributionen eller köpa in motsvarande tjänster.
- Hybridförlag måste rapportera stabila försäljningssiffror.
- Författare som tecknar avtal med hybridförlag måste bli föremål för högre royalty-inkomster än motsvarande hos traditionella förlag.

### Utveckling i Sverige
I Sverige har förekomsten av hybridförlag under 2010-talet blivit allt vanligare. Några förlag som är aktiva inom det här förlagssegmentet är Hoi förlag, Ekström & Garay, Visto förlag och Lava. Publit och Vulkan är däremot exempel på rena publiceringstjänster.

## Utgivningsvarianter
På engelska förekommer ibland benämningen vanity press. Detta syftar – ofta förklenande – på förlag som säljer utgivningstjänster utan att ta redaktionellt och förlagsansvar för utgivningen. Skillnaden gentemot ren egenutgivning (där man betalar för en publiceringstjänst, ibland beskrivet som "print-on-demand" eller beställtryck) är därmed endast en gradskillnad, efter graden på synligheten hos förlaget i den färdiga utgåvan eller mängden erbjudna tjänster. Till skillnad från hybridförlagen ägnar sig ett dylikt förlag mycket mindre åt redaktionella beslut, utan man ger ut en bok beroende på om författaren kan betala för förlagets tjänster. Utpräglade hybridförlag (som under 2010-talet, i olika länder, börjat organisera sig och samordna branschregler) erbjuder i regel både redaktionell bedömning och fattar utgivningsbeslut inte bara beroende på om författaren kan betala en viss summa.
Hybridförlagens utgivningsmetoder förekommer även inom den vetenskapliga förlagssfären. Traditionell vetenskaplig utgivning bekostas – via prenumeration eller andra betalningar – av läsarna av den vetenskapliga tidskrift där forskningsverket publiceras. I publikationer som verkar enligt Öppen tillgång-principen är det dock normalt författaren som står för motsvarande betalning. Vissa vetenskapliga tidskrifter söker locka till sig både författare som kan betala för offentliggörandet av forskningsresultatet och de som inte kan det; här kan intäkterna både hämtas från läsare och författare. En accepterad författare kan där (åtminstone om publiceringen är på Internet) få välja mellan en av dessa modeller. Om läsaren betalar-modellen väljs, kan verket offentliggöras endast för de läsare som vill betala för sig, medan en författare som betalar för publiceringen kan låta alla potentiella läsare få fri tillgång till verket.